# Sáry László
Sáry László (Győr, 1940. január 1. –) többszörösen kitüntetett magyar zeneszerző és zenetanár, az Új Zenei Stúdió alapító tagja.

## Eddigi életútja
Szervánszky Endre tanítványaként 1966-ban szerzett zeneszerzői diplomát a Liszt Ferenc Zeneművészeti Főiskolán. 1966–1974-ig a Zenei Alap ösztöndíjasa volt. 1970-ben Jeney Zoltánnal és Vidovszky Lászlóval létrehozták az Új Zenei Stúdiót, amelynek azóta is tagja.
Alkotói módszerére nagy hatással volt Christian Wolff zenéje és gondolkodásmódja, melyet Darmstadtban ismert meg. 1972-ben komponált műve – a Hangok (Sounds for…) – már egy új időszak kezdetét jelzi.
Az 1980-as évek eleje óta rendszeresen ír zenét színházak számára is. 1990-től a budapesti Katona József Színház zenei vezetője, ahol többek között rendezőként jegyezte a Színház- és Filmművészeti Egyetemen frissen végzett hallgatóival a Tyukodi pajtás című interaktív előadást.
1996-ban három hónapot töltött Tokióban a Japán Alapítvány ösztöndíjasaként, ahol a hagyományos japán színházat, táncot és zenét tanulmányozta.
Az 1970-es évek közepétől kezdte el Kreatív zenei gyakorlatok néven egy – a hangszeres és énekes gyakorlatra egyaránt építő – új pedagógiai módszer kidolgozását („Sáry-módszer”), amellyel fejleszti az improvizációs készséget és a koncentrációt, megismertet bizonyos zeneszerzői módszerekkel. Módszerét nem csak zeneiskolás gyerekeknek, hanem a Színház- és Filmművészeti Egyetem hallgatói számára is tanítja. Számos kurzust tartott eddig zenetanárok számára Japánban, Angliában, Franciaországban, Olaszországban, Belgiumban és Észtországban.
1999-től a Széchenyi Irodalmi és Művészeti Akadémia tagja.

## Díjai
- 1979 – Kassák Lajos-díj
- 1985 – Erkel Ferenc-díj
- 1993 – Bartók–Pásztory-díj
- 1998 – III. díjat nyert a bécsi VII. Nemzetközi Elektroakusztikus Rostrumon (IREN) Etűdök gőzmozdonyokra című darabja
- 2000 – Érdemes művész
- 2008 – Kiváló művész
- 2016 – Artisjus-díj Az év komolyzenei műve (2016)[4] Remek hang a futkosásban című művéért

## Főbb művei

### Könyv
- Kreatív zenei gyakorlatok. Jelenkor, Pécs, 1999 (2000 angolul, 2006 németül)
- Kreatív zenei gyakorlatok; 2. jav. kiad.; Jelenkor, Pécs, 2000

### Zeneművek
- Psalmus – a 139. zsoltár szövegére, szoprán hangra és egy dallamhangszerre (1972)
- Csigajáték – hat vagy több játékosra (1973)
- Variációk 14 hang fölött – John Cage szövegére, szoprán hangra és zongorára (1974)
- Diana búcsúja – nyolc hegedűre és nyolc brácsára (1976)
- Kotyogó kő egy korsóban – egy-négy egynemű hangszerre (1978)
- Kánon a felkelő naphoz – Weöres Sándor versére, négy vagy hatszólamú egynemű karra vagy hangszeregyüttesre (1982)
- Egy akkordsor forgatókönyve – zongorá(k)-ra és fuvolá(k)-ra (1982)
- Magnificat – szoprán hangra és egy vagy három fuvolára (1982)
- Telihold – nyolc vonós hangszerre és gongra (1986)
- -és a nap? – vonósnégyesre (1986)
- Emlék – zongorára (és füttyre) (1987)
- Az idő szava – Weöres Sándor szövegére, két énekesre és tizenegy hangszerre (1988)
- Napraforgó – zongorára vagy három marimbára (1989)
- Néhány szó mindig eltűnik, majd ismét előkerül – Petőcz András versére (1990)
- In Sol – zenés misztériumjáték egy felvonásban, szibériai népi szövegekre, Diószegi Vilmos magyar fordításában (1991)
- El viaje definitivo (A végső utazás) – Juan Ramón Jimenez versére, szoprán hangra és három hangszerre (1992).
- Concerto – szaxofonra, hárfára, ütőkre és vonószenekarra (1993)
- Élőképek – kamaraopera egy felvonásban, Pilinszky János színműve alapján (1993)
- Adorjánok és Jenők – kamaraopera egy felvonásban, szövegét Jósika Miklós színműve alapján a szerző állította össze (1994)
- Tranquillity (Reminiscences of a Japanese garden) – tizenegy hangszerre (1996)
- Három madrigál – Francis Jammes és Gil Vincente verseire és francia népi versekre, öt szólóhangra vagy kamarakórusra (1996)
- Tánczenék – gyűjtemény különböző szólóhangszerekre és együttesekre (1989-től)
- Remek hang a futkosásban – félig komoly opera 12 képben, elő- és utójátékkal, Weöres Sándor Téma és variációk című költeményére (2004)
- Finnugor Oratórium – Napcsalogató – Ősi észt-setu népdalszövegekre, Zenekarra, vegyeskarra és énekszólóra (2016) (az oratórium másik két tétele fia, Sáry Bánk alkotása)

## Diszkográfia
- 1979 Snail Play etc. Hungaroton, SPLX 12060
- 1987 Amadinda. Hungaroton, HCD 12855
- 1990 Petőcz András–Sáry László: Közeledések és távolodások. Hungaroton, SLPX 31392
- 1997 Kortárs magyar zene fagottra és zongorára Hungaroton, HCD 31725
- 1998 Lokomotív Szimfónia. BMC Records, BMC CD 010
- 2001 Szálkák. BMC Records, BMC CD 046
- 2001 Psy: A cimbalom varázsa. Hungaroton, HCD 32015
- 2002 Kurtág, Szőllősy, Sáry, Serei, Sári, Gyöngyössy. BMC Records, BMC CD 074
- 2002 Dervistánc. BMC Records, BMC CD 059
- 2003 Tánczene (Dance Music). BMC Records, BMC CD 069
- 2003 Trio Lignum: Offertorium. BMC Records, BMC CD 090
- 2005 Sáry László–Sáry Bánk: Kassák és a MADI. Nemzetközi Mobil MADI Múzeum, MADICD05